# George Jeske
Pour les articles homonymes, voir Jeske.
George Jeske (né le 22 février 1891 à Salt Lake City, Utah et mort le 28 octobre 1951  à Los Angeles, Californie) est un scénariste, réalisateur et acteur du cinéma américain.

## Biographie
Il fit ses débuts parmi les Keystone Cops.

## Filmographie partielle

### Comme acteur
- 1913 :  Mother's Boy  de Henry Lehrman
- 1913 :  Two Old Tars  de Henry Lehrman
- 1913 :  Idylle vaseuse (A Muddy Romance) de Mack Sennett
- 1913 :  Fatty policeman (Fatty Joins the Force) de George Nichols
- 1914 :  A Flirt's Mistake de George Nichols
- 1914 :  La Course au voleur (A Thief Catcher) de Ford Sterling
- 1914 :  Charlot fait du cinéma (A film Johnnie) de George Nichols
- 1914 :  Charlot danseur (Tango Tangles) de Mack Sennett
- 1914 :  Charlot entre le bar et l'amour (His Favourite Pastime) de George Nichols
- 1917 : Casimir et la Formule secrète (An International Sneak) de Hampton Del Ruth et Fred C. Fishback
- 1923 : Monte là-dessus ! (Safety Last!) de Fred C. Newmeyer et Sam Taylor

### Comme réalisateur
- 1923 :  La Sirène de midi (The Noon Whistle)
- 1923 :  Arracheur dedans (White Wings)
- 1923 :  Laurel dans la mine (en) (Pick and Shovel)
- 1923 :  Chez le blanchisseur (Collars and Cuffs)
- 1923 :  Oranges et Citrons (Oranges and Lemons)
- 1923 :  Suivons la piste (A Man About Town)
- 1923 :  Sauvez la flotte ! (en) (Save the Ship)
- 1924 :  Un gars du bâtiment (en) (Smithy) (Co-réalisation : Hal Roach)
- 1924 :  Drame au bureau de poste (Postage Due)
- 1924 : Wide Open Spaces
- 1924 :  Écossez-moi (Short Kilts)

### Comme scénariste
- 1937 :  Charivari (en) (The Life of the Party),  de William A. Seiter
- 1939 :  The Day the Bookies Wept,  de Leslie Goodwins